# Irschenberg
Irschenberg este o comună din landul Bavaria, Germania.